# Margarethe von Pfalz-Mosbach

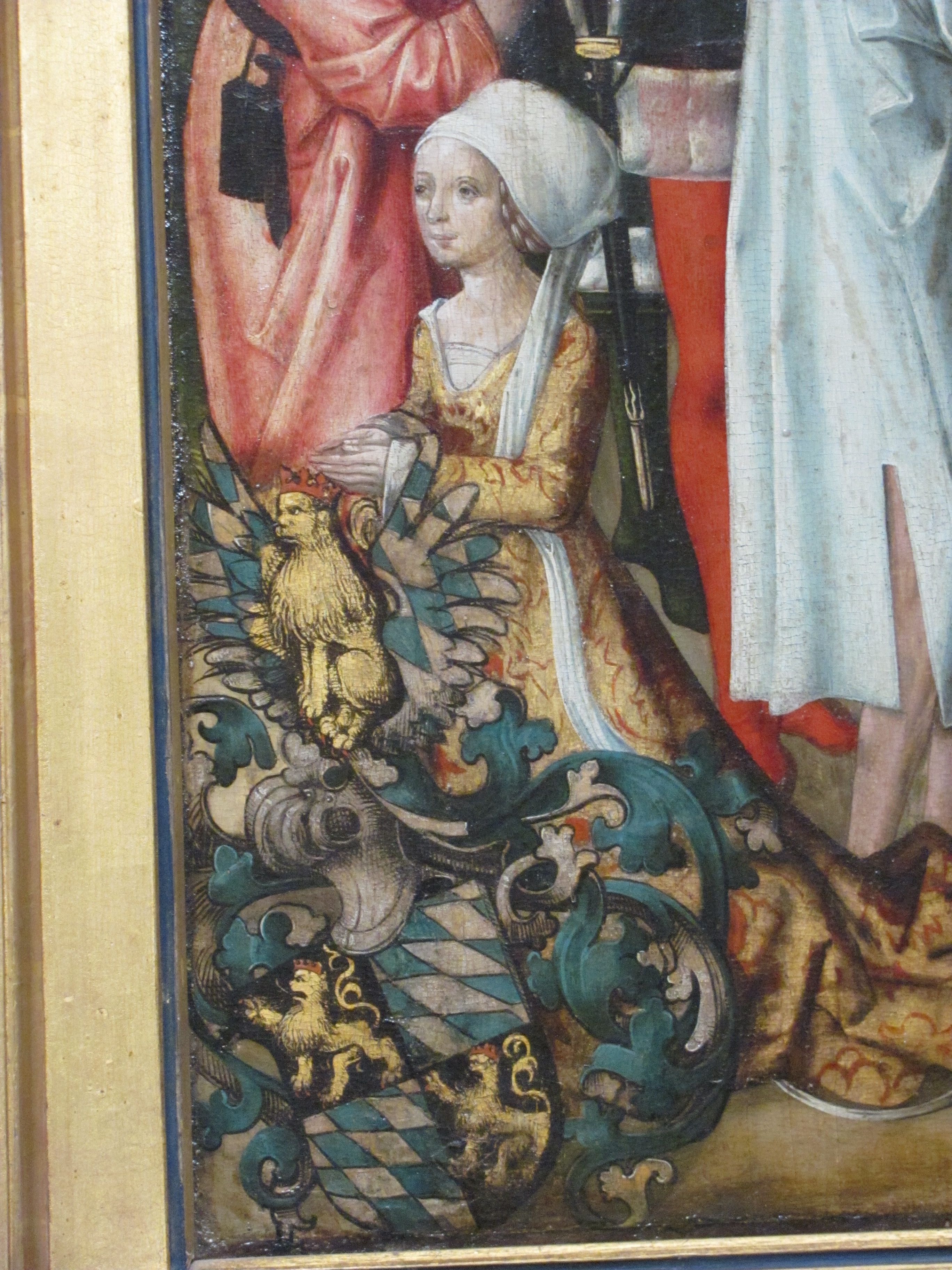
Margarethe von Pfalz-Mosbach auf dem Retabel des Wörther Altars

Margarethe von Pfalz-Mosbach (* 2. März 1432; † 14. September 1457) war die Tochter von Pfalzgraf Otto I. von Pfalz-Mosbach. Sie heiratete am 11. Juli 1446 den Grafen Reinhard III. von Hanau, der seinem Vater 1451 in der Regierung der Grafschaft Hanau folgte.

## Familie
Aus der Ehe gingen hervor:
1. Philipp (* 20. September 1449 in Windecken; † 26. August 1500)
2. Margarethe (* 1452, † 14. März 1467), verlobt mit Philipp von Eppstein, starb vor der Vermählung

## Position in der Landesteilung

### Ausgangssituation
Dass mit dem Tod ihres Mannes der erst vierjährige Philipp I. (der Jüngere) die Grafschaft erbte, brachte die Familie in einen Konflikt: 
- Entweder wurde die seit 1375 im Hause Hanau zu beachtende Primogenitur befolgt und abgewartet, ob Graf Philipp I. (der Jüngere) das Erwachsenenalter erreichte, Nachkommen zeugte und die Dynastie fortsetzte. Diese Variante hatte den Vorteil, dass Besitz, Bedeutung und Macht der Familie in einer Hand erhalten wurde, hatte aber den Nachteil, dass, sollte Graf Philipp I. (der Jüngere) versterben, ohne dass er Nachkommen gezeugt hatte, die Dynastie aussterben würde.
- Oder die Familie missachtete das Primogeniturgebot, erlaubte dem nächsten Agnaten, Philipp I. von Hanau-Lichtenberg (der Ältere), Schwager von Katharina, zu heiraten. Dieser war zum Zeitpunkt der Verhandlungen um die Teilung der Grafschaft schon 40 Jahre alt. Ein solches Vorgehen hatte den Vorteil, die Chancen für einen Fortbestand der Dynastie erheblich zu erhöhen, aber den Nachteil, dass dazu die Grafschaft geteilt werden musste, denn in der zeitgenössischen Vorstellung war eine reine Apanagierung eines Nachgeborenen, also eine finanzielle Ausstattung ohne dass zugleich Territorium zugewiesen wurde, noch nicht vorstellbar.

### Kampf um die Teilung
Margarethe verfolgte in diesem Konflikt, unterstützt durch ihren Vater, die Primogeniturlösung, die zugunsten ihres Sohnes das gesamte Erbe auf ihn konzentrieren würde.  Die Gegenpartei formierte sich um ihre Schwiegermutter Katharina von Nassau-Beilstein. Dieser konnte es gleichgültig sein, ob ihr zweitgeborener Sohn, Philipp I. (der Ältere) oder ihr Enkel, Philipp I. (der Jüngere) die Linie fortsetzte. Sie schätzte die Gefahr für den Bestand des Hauses Hanau geringer ein, wenn dem zeugungsfähigen (er hatte damals schon mindestens einen außerehelichen Sohn) Philipp I. dem Älteren schnellstmöglich die Heirat ermöglicht würde, statt einzig auf den Enkel zu setzen. Es gelang ihr, die Verwandten, die wichtigsten Kooperationen ihrer Untertanen – vor allem die vier Städte der Grafschaft Hanau, Windecken, Babenhausen und Steinau, und die Verbände der Burgmannen in Babenhausen und Gelnhausen – und Vasallen der Grafen von Hanau hinter sich zu bringen.
Zunächst setzte sich aber doch Margarethe durch. Erst als sie 1457 starb, konnte Katharina ihren Plan und die Teilung der Grafschaft durchsetzen. Schon im Januar 1458 wurde ein Familienvertrag besiegelt, der alle Teile der Grafschaft, die südlich des Mains lagen, vor allem also die Ämter Babenhausen, Schaafheim und den hanauischen Anteil an Umstadt, Philipp I. dem Älteren zusprach, ebenso das Recht zu heiraten. Davon macht er noch im gleichen Jahr Gebrauch.

## Tod
Katharina wurde in der Marienkirche in Hanau beigesetzt.

## Wissenswertes
Margarethe ist als Beterin zusammen mit ihrem Mann auf dem Altarbild des spätgotischen Wörther Altars abgebildet. Der Flügelaltar stammt aus den Jahren 1485/90 und wurde von ihrem Sohn, Graf Philipp I., für das Seelenheil seiner Eltern gestiftet. Da der Altar erst mehr als 30 Jahre nach dem Tod von Margarethe geschaffen wurde, ist davon auszugehen, dass die Abbildung kein lebensechtes Porträt ist.